# Distretto di Yuzhong
Il distretto di Yuzhong (cinese semplificato: 渝中区; mandarino pinyin: Yúzhōng Qū) è un distretto di Chongqing. Ha una superficie di 23,71 km² e una popolazione di 630.100 abitanti al 2010.